# デミス・ルソス
アルテミオス・デミス・ヴェントリス・ルソス(Artemios "Demis" Ventouris-Roussos (/ˈruːsoʊs/; Greek: Αρτέμιος "Ντέμης" Βεντούρης-Ρούσσος), 1946年6月15日 - 2015年1月25日)はギリシャの歌手、演奏家である。彼は、1970年代に、ソロ演奏家としての国際的ヒットを記録した。のちに、ヴァンゲリスなども加わったロックバンドである、アフロディテス・チャイルドのメンバーに加わった。
彼の音楽アルバムは、世界で6000万枚以上売れた。

## 若年期
ルソスは、エジプトのアレクサンドリアで生まれ育った。ギリシャ人の家族に生まれた彼の、父であるヨーゴス・ルソスはクラシックギタリスト兼エンジニア、母のオルガは歌手であった。母方家族はギリシャより移住してきた。
ルソスは、子供のころより音楽を学び始め、ギリシャビザンティン合唱団に入った。
アレクサンドリアという国際的な湾岸都市で育った彼は、伝統的なアラブ音楽やギリシャ正教会の音楽、ジャズに影響を受けた。
第二次中東戦争が起きると、ルソスの両親は彼らの財産を失い、やがてギリシャへの移住を余儀なくすることとなった。

## 初期の音楽キャリア
ギリシャへ移住したルソスは、17歳の時に、アフロディテス・チャイルドのメンバーである、エヴァンゲロス・パパサナスィウ(現在のヴァンゲリス)とルーカス・シデラスに出会ったことをきっかけに、多数の音楽グループを転々としつつ、アフロディテス・チャイルドへ入ることを夢見た。
やがて、彼はプログレッシブ・ロックバンドであるアフロディテス・チャイルドのメンバーに加わり、ルーカス・シデラスやヴァンゲリスとともに、ボーカル、ベースギタリストを受け持ち、1968年から1972年の間ごろ、フランスなどのヨーロッパの地域にて、大規模な商業的成功を収めた。
そのころ、彼らは、国際的な人気を得るため、イギリスへ旅立とうとしたが、ビザの問題で、いったんドーバーへ戻った。少し経つと、将来移住を考えていたパリへ旅立ち、フィリップス・レコードへの署名を行った。しかし、彼らの初のレコーディングは、五月革命のときと重なったため、延期となり、それからしばらくして、彼らの「Rain and Tears」という曲がレコーディングされて、ヨーロッパ中で人気を博した。そしてのちに、初のレコード「Rain and Tears」は、アフロディテス・チャイルドのアルバム「End of the World」に収録された。
「Rain and Tears」は、ヴァンゲリスが作曲し、作詞家のBoris Bergmanによって作詞された曲であり、ルソスのハイテノールボイスを特徴としている。また、この曲は、もともとはイギリスのみでのヒットしか記録していなかったが、のちに、他の様々な国にてのヒットをも記録することとなった。
他にも、ルソスの、オペラを意識した歌唱スタイルは、アフロディテス・チャイルドのアルバム、特に、ヨハネの黙示録を題材としたアルバム666の国際的な成功を導くに至った。
アフロディテス・チャイルドの解散後、ルソスは元アフロディテス・チャイルドのメンバーであるヴァンゲリスと、単発的に活動を始めた。1970年に、二人は映画のサウンドトラックアルバムである、Sex Powerをリリースし、そして、1977年も同様に、アフロディテス・チャイルドのアルバムである Magicをともにレコードした。
ヴァンゲリスとの協力の上で最も成功した例は、アカデミー賞受賞映画「炎のランナー」のテーマソングをヴォーカル曲にカヴァーした楽曲 "Race to the End" であるが、それとほぼ同じころ、1982年の映画「ブレードランナー」の"Tales of the Future"というサウンドトラックも、ヴォーカル曲にカヴァーして歌っていた。

## ソロにおいての音楽キャリア

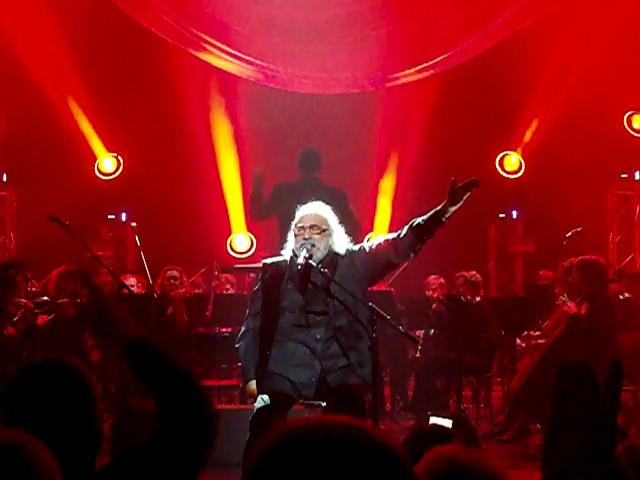
キエフにて(2010年)

ルソスは1971年に、"We Shall Dance"という彼の楽曲がオランダやベルギーにてヒットしたことをきっかけに、ソロでの活動を始めた。初めのうちは、あまり成功しなかったが、ヨーロッパ各国を回っていき、次第に人気を博すようになっていった。彼のソロ活動は、1970年代半ばに、いくつかのヒットしたアルバムによってピークを迎えた。その少し前である1973年、彼の"Forever and Ever"というシングルが、チャートを急激に上回った。のちの1976年、その曲は、全英シングルチャートにおいて第1位となった。ちょうどその1973年ごろ、"My Friend the Wind", "My Reason", "Velvet Mornings", "Goodbye My Love, Goodbye", "Someday Somewhere"などといった別の楽曲も、大ヒットの真っ最中だった。
彼の初の全英シングルチャートへの記録は、1975年のことであり、"Happy to Be on an Island in the Sun"という曲が全英シングルチャートにおいて第5位を記録したことだった。
イギリスではあまり知られていなかったが、ヨーロッパ中での彼の人気に着目したBBCプロデューサー、ジョン・キングは、「The Roussos Phenomenon」（ルソス現象）という番組を1976年に制作し、人々を魅了した。同年にフィリップス・レコードは、同じ名前の4つのレコードを発表し、EP盤としては初めてのイギリスのシングルチャートにおいて1位を記録し、ヨーロッパ、ラテンアメリカ、中東、日本などにおいても同様に成功を収めた。
彼の初期のテレビ出演は、1973年のことであり、「The Basil Brush Show」という番組に出演したことであった。その頃は他の、ナナ・ムスクーリによる番組にも頻繁に出演していた。
1978年、彼は"L-O-V-E（Got A Hold Of Me）"という、唯一のディスコ・ヒットを記録することとなった。1980年には、Florence Warnerとのデュエットという形で、エア・サプライの楽曲"Lost in Love"のカバーを行ったことで、人々を魅了した。ルソスの楽曲のヒットは1980年代において、1988年のQuand je t'aimeという曲の2回、1989年のLe GrecとVoice and Visionという曲のそれぞれ1回のゴールデンレコーディングを経て、1989年ごろまでに維持されることとなった。彼のChristmas AlbumやGreatest Hitsというアルバムも、フランス、ベルギーそしてオランダにおいて、すぐにゴールド・ステータスにまで達することとなった。1989年、彼は"Young Love"という楽曲を発表した。この曲は、その年の10月に、ドイツの音楽番組で2位となった楽曲を制作した歌手兼ソングライタードラフィ・デューツシャーとのデュエットである。
1990年代には、彼のアルバムのリリースにおいて、更に大きな発展がみられた。1993年、彼は"Insight" ("Morning Has Broken"とも呼ばれた)という楽曲をリリースし、喝采をあびた。その後、彼はオランダのレーベルBR Musicと手を組み、"Immortel", "Serenade" そして "In Holland"という楽曲を制作した。
その後もルソスはレコーディングとツアーを続け、2002年、Forever and Everという名の彼のベスト・アルバムが、全英シングルチャートにおいて17位に記録されたことをきっかけに、イングランドでツアーを行った。しかし、そのアルバムの評価の内、中には「巻き舌のビブラートがハスキーとなって進化した、時には、しゃがれた囁きのようにも聞こえるような声がした」などというような評価も存在した。
最近のことである数年後には、彼はロシアとアラブ首長国連邦といった国家にも顔を出すようになった。他にも、ギリシャ正教会の信者であるルソスは、来客として、ギリシャやフランスを含む世界各国の教会で、ライブを行ったこともあった。
そのあとの、ポルトガルにて"Você Você e Nada Mais"という1977年に発表された彼の楽曲がヒットした30年後である2006年、Demis Roussos - Live in Brasilというアルバムをルソスはリリース。その後の2006年から2008年にかけて、1960年代から1970年代迄にフランスにて活躍した歌手を対象とした一連のコンサートÂge Tendre et Têtes de Boisに参加することとなり、そしてついに2009年5月11日、ルソスは、Demisという人生最後のスタジオアルバムをリリースすることとなったのである。
ルソスが亡くなるちょうど一ヶ月ほど前、彼の正式なコンピレーションアルバムに入れる楽曲を選んだのだが、その中には彼の子供であるエミリーとシリルによる注釈も含まれていた。そのCD、Demis Roussos Collectedは2015年3月にリリースされた。ベルギーのアルバムチャートでそのアルバムは1位になり、オランダでは61位に達した。

## トランス・ワールド航空847便テロ事件
1985年6月14日、トランス・ワールド航空847便がヒズボラとイスラーム聖戦組織のメンバーを名乗る者たちによってハイジャックされた。当時ルソスは、そのハイジャックされた飛行機に乗っていた乗客の一人だった。ルソスは、その5日後に、他の人質だった4人のギリシャ人と一緒に釈放された。しかし、それら以外の大半の人質は、17日間拘束されていた。ルソスハイジャックされた飛行機の中で、39歳の誕生日を迎え、彼が解放されたのちに開かれた記者会見にて、かつて人質だった人々が誕生日ケーキを贈呈してくれたことへの、感謝の念を示した。

## 病気と死
大規模な音楽活動とは裏腹に、ルソスは増え続ける体重に苦闘していた。1980年6月には、彼の体重は140キロにまでなった。その後、すぐに彼はダイエットをはじめ、後の10ヶ月間で、彼の体重は50キロ分ほど減少した。1982年、ルソスは、ヴァンゲリスの元妻である、写真家のVeronique Skawinskaと共に、"A Question of Weight"という本を執筆した。これをきっかけに、彼は肥満との闘いに、率直に取り組むこととなった。
ルソスは、2015年1月25日に、アテネの病院で息を引き取った。彼の死亡はその一日後に、ジャーナリストのニコス・アリアガスの知り合いによって改めて確認され、2015年1月26日にギリシャ語とフランス語で、その事実がツイッターに投稿された。また彼の死は、同日、彼の娘によっても確認された。
彼の知り合いである、同じギリシャの歌手ナナ・ムスクーリは、フランスのラジオ局RTLにて、"彼はあの素晴らしい声で全世界を旅しました。彼は自分がやっていたことを愛していました。そして彼は、芸能人であり、私の友達でもあります。彼は今、あの世でお幸せにされていることを願います。"と賛辞を述べた。また、ベラルーシの大統領であるアレクサンドル・ルカシェンコは、“この男は、世界の音楽芸術に輝く印を遺し、また、世界中のリスナーたちの心を惹きつけた非常に感情的な歌声を持つ最高の歌手の一人として一つの歴史をつくったのです。“と発言した。
彼の葬儀は2015年1月30日に、多くのギリシャの政治家などが埋葬されている、アテネの第一墓地という場所にて行われた。

## プライベート
ルソスは、生涯の内、3回

もしくは4回

ほど結婚した。まず、最初の妻となった人物であるモニークとの間に、娘エミリーを、2番目の妻となった人物との間には息子シリルをもうけた。彼の子供は、どちらも後に芸能人となった。ルソスの3番目の妻である、アメリカ人であり元モデルのパメラ・スミス(現Pamela Roussos-Rațiuであり、かつ、ルーマニア人の実業家であるIndrei Rațiuの妻として2004年に再婚した人物)は、1985年のトランス・ワールド航空ハイジャック事件の間までともに暮らしていた。人生最後の、4番目の妻となった人物はMarieという名のパリジャンであった。
そのほか、彼のお気に入りの作曲家の中には、モーツァルトやスティングといった人物も入っていた。

## 大衆文化
ルソスは、マイク・リーによる"Abigail's Party(アビガイルのパーティー)"という1977年の戯曲の中の、主人公はどっちかという議論の中心となった人物である。ルソスが没した日、マイク・リーの妻である、女優のAlison SteadmanがBBC Radio 4でインタビューに応じ、そこで演劇内の音楽の重要性を討論した。
また、ルソスの主なヒット曲"Forever and Ever"は、ケニー・エヴェレットによるテレビ番組にてパロディにされた。
2016年6月15日には、彼の子供であるエミリーとシリルが、オランダのネイケルクにて、デミス・ルソス博物館なる建物をオープンした。このユニークな博物館では、作曲家、歌手、演奏家としての彼の生涯と、彼の個人的な人物像などを、数々の写真や記念品、賞などによって展示している。なぜオランダに建てられたのかというと、ルソスは1986年以降、オランダに本部を置くレーベルBR Musicと関係を持っていたからである。
ボリウッドの世界で有名な楽曲"Mehbooba Mehbooba"(映画Sholayより)は、ルソスの楽曲"Say you love me"をベースとしている。その映画のRamesh Sippy監督はのちのインタビューにて、ロンドンで行われたルソスのコンサートについて語った。ルソスの妻は彼に、その曲をSholayのサウンドトラックに追加するよう提案した。

## ディスコグラフィー
ルソスは、多言語のレコーディング・アーティストであり、38のアルバムに154のシングルとEP盤、92のコンピレーションアルバムに、1つのDVDを含む、少なくとも293回以上のレコーディングを行った。

### アルバム

#### アフロディテス・チャイルドとのコンビ
- - End of the World (1968)
  - It's Five O'Clock (1969)
  - 666 (1972)

#### ソロアルバム
| 年代 | アルバム                                                      | 言語       |
| 1971 | On the Greek Side of My Mind (Fire and Iceとも呼ばれている。) | 英語       |
| 1973 | Forever and Ever                                              | 英語       |
| 1974 | My Only Fascination                                           | 英語       |
| 1974 | Auf Wiederseh'n                                               | ドイツ語   |
| 1975 | Souvenirs                                                     | 英語       |
| 1976 | Happy to Be                                                   | 英語       |
| 1976 | Die Nacht und der Wein                                        | ドイツ語   |
| 1977 | Kyrila – Insel der Träume                                     | ドイツ語   |
| 1977 | The Demis Roussos Magic                                       | 英語       |
| 1977 | Ainsi soit-il                                                 | フランス語 |
| 1978 | Demis Roussos                                                 | 英語       |
| 1979 | Universum                                                     | 多言語     |
| 1980 | Man of the World                                              | 英語       |
| 1982 | Demis                                                         | 多言語     |
| 1982 | Attitudes                                                     | 英語       |
| 1984 | Reflection                                                    | 英語       |
| 1985 | Senza Tempo                                                   | 英語       |
| 1986 | Greater Love                                                  | 英語       |
| 1987 | The Story of...                                               | 英語       |
| 1987 | Come All Ye Faithful                                          | 多言語     |
| 1988 | Le Grec                                                       | 多言語     |
| 1988 | Time                                                          | 英語       |
| 1989 | Voice and Vision                                              | 多言語     |
| 1993 | Insight (Morning has Broken or Adagioとも呼ばれている)        | 多言語     |
| 1995 | Demis Roussos in Holland                                      | 多言語     |
| 1995 | Immortel                                                      | フランス語 |
| 1996 | Serenade                                                      | 多言語     |
| 1997 | Mon île                                                       | フランス語 |
| 2000 | Auf meinen Wegen                                              | 多言語     |
| 2009 | Demis                                                         | 英語       |
| ---- | ------------------------------------------------------------- | ---------- |

##### ライブアルバム
| 年代 | タイトル       |
| 1980 | Roussos Live!  |
| 1999 | Double Live    |
| 2006 | Live in Brazil |
| ---- | -------------- |

###### コンピレーションアルバム
| 年代 | アルバム                                 |
| ---- | ---------------------------------------- |
| 1974 | Greatest Hits                            |
| 1976 | The Golden Hits                          |
| 1978 | Life and Love                            |
| 1980 | Insel der Zärtlichkeit                   |
| 1982 | Souvenirs - Zijn 16 grootste hits        |
| 1992 | Seine größten Erfolge                    |
| 1995 | Back to Back                             |
| 1998 | The Phenomenon 1968-1998                 |
| 1998 | Hans beste sanger                        |
| 1998 | De beste sanger                          |
| 1999 | Forever And Ever - 40 Greatest Hits      |
| 2002 | Forever and Ever – Definitive Collection |
| 2009 | Demis Roussos Top 100                    |
| 2009 | Songs From An Island in the Sun          |
| 2015 | Collected                                |

#### その他のコンピレーションアルバム
- - 1976:Sus Grandes Exitos En Español (En Castellanoとも呼ばれる。)
  - 1981:Greatest Hits (1971-1980)
  - 1989:Ballads
  - 1990:Favourite Rarities ( Nature Boyとも呼ばれる。)
  - 1996:A La France
  - 2010:Demis Collection
  - 2016:Demis Roussos Complete

#### EP盤
| 年代 | 年代 | タイトル                  |
| ---- | ---- | ------------------------- |
| 1976 | 1976 | The Roussos Phenomenon EP |

#### チャートシングル
| 年代 | シングル                                                                                             |
| ---- | --- |
| 1971 | "We Shall Dance"                                                                                     |
| 1972 | "My Reason"                                                                                          |
| 1973 | "Goodbye, my love, goodbye"                                                                          |
| 1973 | "Forever and Ever"                                                                                   |
| 1973 | "My Friend the Wind"                                                                                 |
| 1973 | "Lovely Lady of Arcadia" (英語) "Schönes Mädchen aus Arcadia" (ドイツ語)                             |
| 1974 | "Someday Somewhere"                                                                                  |
| 1974 | "My Only Fascination"                                                                                |
| 1974 | "Auf Wiederseh'n"                                                                                    |
| 1974 | "With You"                                                                                           |
| 1974 | "Manuela"                                                                                            |
| 1975 | "Schön wie Mona Lisa (Wenn ich ein Maler wär'とも呼ばれる)"                                          |
| 1975 | "Perdoname"                                                                                          |
| 1975 | "Vagabund der Liebe"                                                                                 |
| 1975 | "Happy to Be on an Island in the Sun"                                                                |
| 1975 | "Midnight Is the Time I Need You"                                                                    |
| 1976 | "Can't Say How Much I Love You"                                                                      |
| 1976 | "Die Bouzouki, die Nacht und der Wein"                                                               |
| 1976 | "When Forever Has Gone"                                                                              |
| 1977 | "Because" (英語) / "Mourir auprès de mon amour" (フランス語) "Morir al lado de mi amor" (スペイン語) |
| 1977 | "Kyrila"                                                                                             |
| 1978 | "That Once in a Lifetime"                                                                            |
| 1980 | "Lost in Love"                                                                                       |
| 1982 | "Follow Me"                                                                                          |
| 1986 | "Island of Love"                                                                                     |
| 1986 | "Summer in Her Eyes"                                                                                 |
| 1987 | "Quand je t'aime"                                                                                    |
| 1987 | "Rain & Tears" (リメイクバージョン)                                                                  |
| 1987 | "It's Five O'Clock" (リメイクバージョン)                                                             |
| 1988 | "Prier"                                                                                              |
| 1988 | "Time"                                                                                               |
| 1989 | "On écrit sur les murs"                                                                              |

##### コラボレーション
| 年代 | アルバム |
| ---- | --- |
| 1971 | "Auntie"(ヴィッキー、デミス・ルソス、Sandra & Andres、エンリコ・マシアス、ヒルデガルト・クネフとアリス・バブスのコンビ) |
| 1981 | "Je t'aime, mon amour"(ヴィッキーとデミス・ルソスのコンビ)                                                              |
| 1986 | "Summerwine"(Nancy Bruinoogeとデミス・ルソスのコンビ)                                                                   |
| 1995 | "On my Own"(ロブ・デ・ニジュスとデミス・ルソスのコンビ)                                                                 |

#### その他
(チャートの一覧に乗っていない楽曲)
- - 1974: Let It Be Me"
  - 1975: "From Souvenirs to Souvenirs"
  - 1976: "Far Away"
  - 1977: "Say You Love Me"
  - 1978: "Loin des yeux loin du cœur"
  - 1978: "L-O-V-E (Got A Hold Of Me)"
  - 1979: "Chantez enfants du monde"
  - 1980: "I Need You"
  - 1981: "La course infinie"
  - 1982: "Au nom de l'amitié"
  - 1988: "Le Grec"

## フィルモグラフィー
- 1966: Na zi kaneis i na mi zi?
- 1969: L'homme qui venait du Cher (TV Movie)
- 2012: A Greek Type of Problem

## 参考資料
1. 1 2  “BBC News - Greek singer Demis Roussos dies aged 68”. BBC News. 2015年1月26日閲覧。
2. 1 2  Roussos, Demis (1982). A question of weight. M. Laffon. p. 18. ISBN 9782868040084. "I was born on the 15th of June 1946 in Alexandria, of Greek parents who had lived in Egypt for two generations. Olga, my mother, was born into a merchant family who left Greece to seek their fortune in the East. My father, Georges"
3. 1 2  Murrells, Joseph (1978). The Book of Golden Discs. Barrie and Jenkins. p. 235. ISBN 9780214204807. "Demis Roussos was born in Alexandria (Egypt) of Greek parents on 15 June 1947, his parents also being artistic, father a classical guitarist and engineer, mother a singer."
4. ↑  Walker, Peter (2015年1月26日). “Demis Roussos, Greek singer of Forever and Ever, dies aged 68”.   The Guardian'. 2015年1月26日閲覧。
5. 1 2  Metwaly, Ali (2015年1月26日). “Egypt-born Greek singer Demis Roussos dies at 68”.  Al-Ahram. 2015年1月27日閲覧。
6. ↑  Los Angeles Times (2015年1月28日). “Demis Roussos dies at 68; popular Greek singer had a global following”. latimes.com. 2015年1月29日閲覧。
7. ↑  Injy El-Kashef (2003年6月25日). “Al-Ahram Weekly | Living | Mambo Egyptiano”.   Weekly.ahram.org.eg. 2011年6月5日時点のオリジナルよりアーカイブ。2011年7月21日閲覧。
8. ↑  “Greek singer Demis Roussos dead at 68”. Reuters. 2015年1月26日閲覧。
9. 1 2  Dave Laing. “Demis Roussos obituary”. The Guardian. 2015年1月26日閲覧。
10. 1 2  Zikakou, Ioanna (2015年1月26日). “Famous Greek Singer Demis Roussos Dies at 68”.   Greek Reporter. 2015年1月26日閲覧。
11. 1 2 3 4  Laing, Dave (2015年1月26日). “Demis Roussos obituary”.   The Guardian. 2015年1月27日閲覧。
12. ↑  Tsioulcas, Anastasia (2015年1月26日). “From Prog-Rock Pioneer To Kitsch King: Remembering Demis Roussos”.   WWNO. 2015年1月27日閲覧。
13. ↑  “Greek Singer Demis Roussos Dies Aged 68”.   Sky News (2015年1月26日). 2015年1月27日時点のオリジナルよりアーカイブ。2015年1月27日閲覧。
14. ↑  （スペイン語） Manrique, Diego A. (2015年1月26日). “El cantante Demis Roussos muere a los 68 años en Atenas”.  El País. 2015年1月27日閲覧。
15. ↑  （イタリア語） Brighenti, Flavio (2015年1月26日). “È morto Demis Roussos, fu il cantante degli Aphrodite's Child”.  la Repubblica. 2015年1月27日閲覧。
16. ↑  （ドイツ語） “Aphrodite's Child: Demis Roussos ist tot”.  Spiegel Online (2015年1月26日). 2015年1月27日閲覧。
17. ↑  （ギリシア語） “H συναρπαστική ζωή του Ντέμη Ρούσσου: Πούλησε εκατομμύρια δίσκους, πάλεψε με την κατάθλιψη και βρέθηκε όμηρος σε αεροπειρατεία”.   Huffington Post Greece (2015年1月26日). 2015年1月27日閲覧。
18. ↑  “Demis Roussos, singer - obituary”.   The Telegraph (2015年1月26日). 2015年1月27日閲覧。
19. ↑  “Greek crooner ever, forever best avoided”. scotsman.com. 2015年2月10日閲覧。
20. ↑  （ポルトガル語） Lopes, Mário (2015年1月26日). “Morreu Demis Roussos, o cantor que ajudou a criar a banda-sonora dos anos 1970”.  Público. 2015年1月27日閲覧。
21. ↑  （ポルトガル語） “Cantor grego Demis Roussos morre aos 68 anos”.  Tribuna do Norte (2015年1月26日). 2015年1月27日閲覧。
22. ↑  （フランス語） “Demis Roussos est mort”.  Libération (2015年1月26日). 2015年1月27日閲覧。
23. ↑  （フランス語） Bellery, Steven (2012年1月6日). “"Age tendre et tête de bois" en tournée symphonique !”.   Charts in France. 2015年1月27日閲覧。
24. ↑  Chilton, Martin (2015年1月26日). “Demis Roussos, the celebrated Greek singer, dies aged 68”.  The Daily Telegraph. 2015年1月27日閲覧。
25. ↑  “Key Points in the Hijack of TWA Flight 847”.   www.apnewsarchive.com. 2013年11月13日閲覧。
26. 1 2  “'He had a superb voice' - tributes paid to Greek singer Demis Roussos”. One News.   TVNZ. 2015年1月29日閲覧。
27. ↑  André BELLOT. “Aphrodite's Child”.   Demislegrec.com. 2011年7月21日閲覧。
28. ↑  （スペイン語） “Muere el cantante griego Demis Roussos”.  El Universal (2015年1月26日). 2015年1月27日閲覧。
29. ↑  “Πέθανε ο Ντέμης Ρούσσος - Τα μηνύματα του Αλιάγα στο Twitter (Demis Roussos died - The messages of Nikos Aliagas on Twitter” (ギリシア語).   www.iefimerida.gr. 2015年1月26日閲覧。
30. ↑  Zikakou, Ioanna (2015年1月26日). “Famous Greek Singer Demis Roussos Dies at 68”. GreekReporter.com. 2015年1月26日閲覧。
31. ↑  “Lukashenko extends condolences over death of Demis Roussos”. belta.by. 2015年1月29日閲覧。
32. ↑  “Demis Roussos: Singer who began as a prog-rocker then achieved massive solo success with his brand of sunkissed easy listening”. The Independent. 2018年1月30日閲覧。
33. ↑  Alina Butu. “Famous Greek singer Demis Roussos dies at 68”. The Romania Journal. 2018年1月30日閲覧。
34. ↑  “Демис Руссос (Demis Roussos), : фото, биография, фильмография, новости — Вокруг ТВ.” (ロシア語). vokrug.tv. 2018年1月30日閲覧。
35. ↑  “ru:Как Демис Руссос был заложником” (ロシア語). aif.ru. 2015年1月27日閲覧。
36. ↑  “Demis Roussos obituary: pop's portly Pavarotti”. 2015年1月27日閲覧。
37. ↑  “ru:Скончался знаменитый певец Демис Руссос” (ロシア語). 2018年1月30日閲覧。
38. ↑  Dave Laing. “Demis Roussos obituary”. The Guardian. 2018年1月30日閲覧。
39. ↑  “BBC News - Greek singer Demis Roussos dies aged 68”. BBC News. 2018年1月30日閲覧。
40. ↑  “BBC News - Greek singer Demis Roussos dies aged 68”. BBC News. 2018年1月30日閲覧。
41. ↑  FOTO Ostatici într-un avion deturnat de Hezbollah: viaţa de film a Pamelei Raţiu alături de fostul soţ, Demis Roussos, Adevărul, （ルーマニア語）
42. ↑  “ru:Чем запомнился Демис Руссос?” (ロシア語). aif.ru. 2018年1月30日閲覧。
43. ↑  “BBC Radio 4 - PM, 26/01/2015”. BBC. 2015年1月26日閲覧。
44. ↑  “Demis Roussos”.   Discogs.com. 2015年2月13日閲覧。